# Janina Gościej
Janina Jolanta Gościej (ur. 15 grudnia 1942 w Warszawie) – polska nauczycielka, senator II kadencji.

## Życiorys
Ukończyła w 1967 studia z zakresu filologii polskiej na Uniwersytecie Jagiellońskim. Następnie pracowała jako nauczyciel języka polskiego w liceach ogólnokształcących w Zakopanem. W 1980 wstąpiła do „Solidarności”, była członkiem zarządu Regionu Małopolska. W stanie wojennym została internowana na okres od 30 grudnia 1981 do 8 marca 1982. Po zwolnieniu działała w podziemnych strukturach związku. W 1991 z ramienia NSZZ „Solidarność” została senatorem II kadencji wybranym w województwie nowosądeckim. W latach 1990–1995 pracowała jako kurator oświaty w tym województwie. Po wycofaniu się z działalności publicznej założyła zespół szkół prywatnych, działający pod nazwą Zespół Szkół Prywatnych Janiny Gościej w Zakopanem, w którym od początku pełni funkcję dyrektora. W 2010 bez powodzenia kandydowała do sejmiku małopolskiego z listy Prawa i Sprawiedliwości.
17 sierpnia 2011 prezydent Bronisław Komorowski odznaczył ją Krzyżem Kawalerskim Orderu Odrodzenia Polski. W 2016 otrzymała Krzyż Wolności i Solidarności.